# Parma (torrente)
La Parma è un torrente italiano di 92 km, affluente di destra del fiume Po, che si sviluppa per intero all'interno della provincia di Parma, in Emilia-Romagna.
Ha un'area di bacino di 815 km².

## Corso del torrente
Nasce alle pendici del monte Marmagna a 1 852 m s.l.m. dal lago Santo parmense (Parma di lago Santo, 4º ramo principale) e dai laghetti Gemio e Scuro (Parma dei Lagoni, 1º ramo principale), che confluiscono a monte dell'abitato di Bosco di Corniglio nel corso della Parma propriamente detta. Nella Parma dei Lagoni confluiscono la Parmetta o Parma di Badignana (2° ramo principale) ed il torrente Parma di Francia o Parma delle Guadine, che rappresenta il 3º ramo principale.

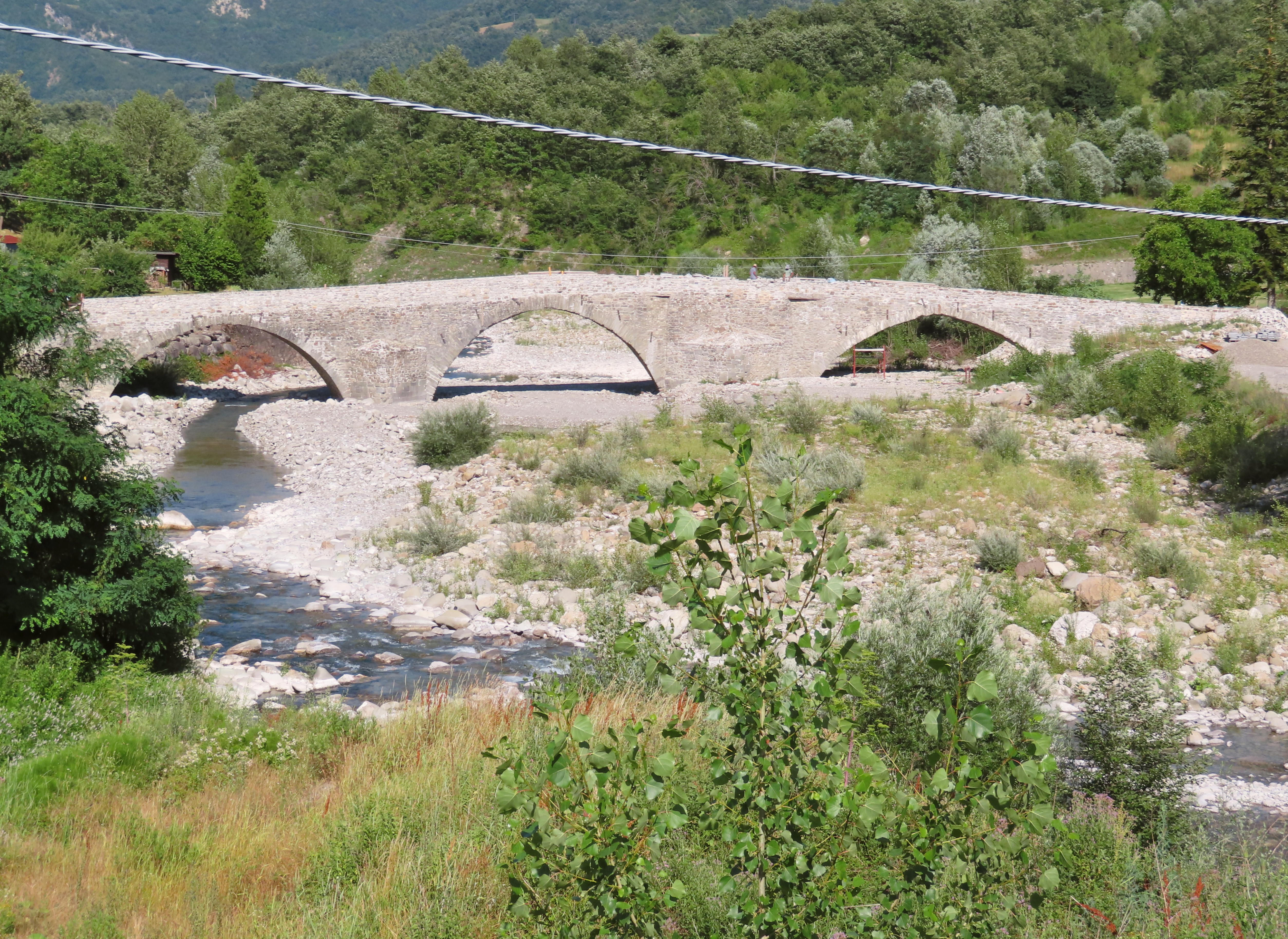
Ponte Romano di Corniglio

Scorre con andamento torrentizio verso nord-est ricevendo i contributi di numerosi affluenti fra i quali si ricordano il torrente Bratica, che, proveniente dal Navert si immette all'altezza dell'abitato di Corniglio e il torrente Parmossa che proviene dal monte Caio e confluisce presso Capoponte. Giunto così presso Langhirano, si allarga notevolmente (quasi al pari di una grossa fiumara), sboccando poi in pianura. Qui entra da sud nella città di Parma, attraversandola interamente da sud a nord e ricevendo da sinistra le acque del Cinghio prima e del Baganza, suo principale tributario, poi. Uscita dal tratto urbano la Parma prosegue, pesantemente arginato e con andamento sinuoso, nella Pianura Padana, bagnando il centro di Colorno, dove riceve le acque del canale Lorno, e giungendo così presso Mezzano Superiore (a pochi chilometri da Brescello), dove sfocia nel Po.
Peculiare è l'attuale estuario del torrente, che s'immette nel maggior fiume italiano in controcorrente (cioè rivolto verso ovest) anziché assecondandone il flusso.
Lungo il suo tracciato si trova l'oasi della Lipu di Torrile.

### Evoluzione dell'alveo nel corso dei secoli
Il corso del torrente Parma nei secoli è cambiato in diversi punti.
Nella zona urbana per esempio l'alluvione del 1177 ne spostò il letto verso ovest di quasi un centinaio di metri.
Ne è testimonianza il ponte romano rinvenuto nella zona di Piazza Ghiaia, all'inizio di strada Mazzini.
Durante l'alluvione l'antico Pons Lapidis fu infatti lasciato in secca, creando le Ghiaie: Piazza Ghiaia a nord del ponte e la Ghiaia piccola a sud.
Testimonianza degli spostamenti del letto della Parma fuori città sono le perturbazioni delle maglie centuriali. La centuriazione romana è infatti ancora riconoscibile in molti punti della Pianura Padana e può aiutare a ricostruire l'evoluzione orografica del territorio.
L’ampio arco compiuto dal percorso finale del torrente poco dopo Torrile sarebbe il risultato di una deviazione operata in epoca romana, la foce dall'attuale Sanguigna venne spostata a Copermio allo scopo di rallentare la velocità delle acque e agevolare la navigazione. A quei tempi, Copermio era infatti situato direttamente sul Po, lo testimonia la presenza al limitare del paese dell'antico argine di Sant'Antonio. Il vecchio corso sarebbe oggi occupato dal primo tratto del Lorno e più a nord dalla dugara di Sanguigna.

#### Parma Morta

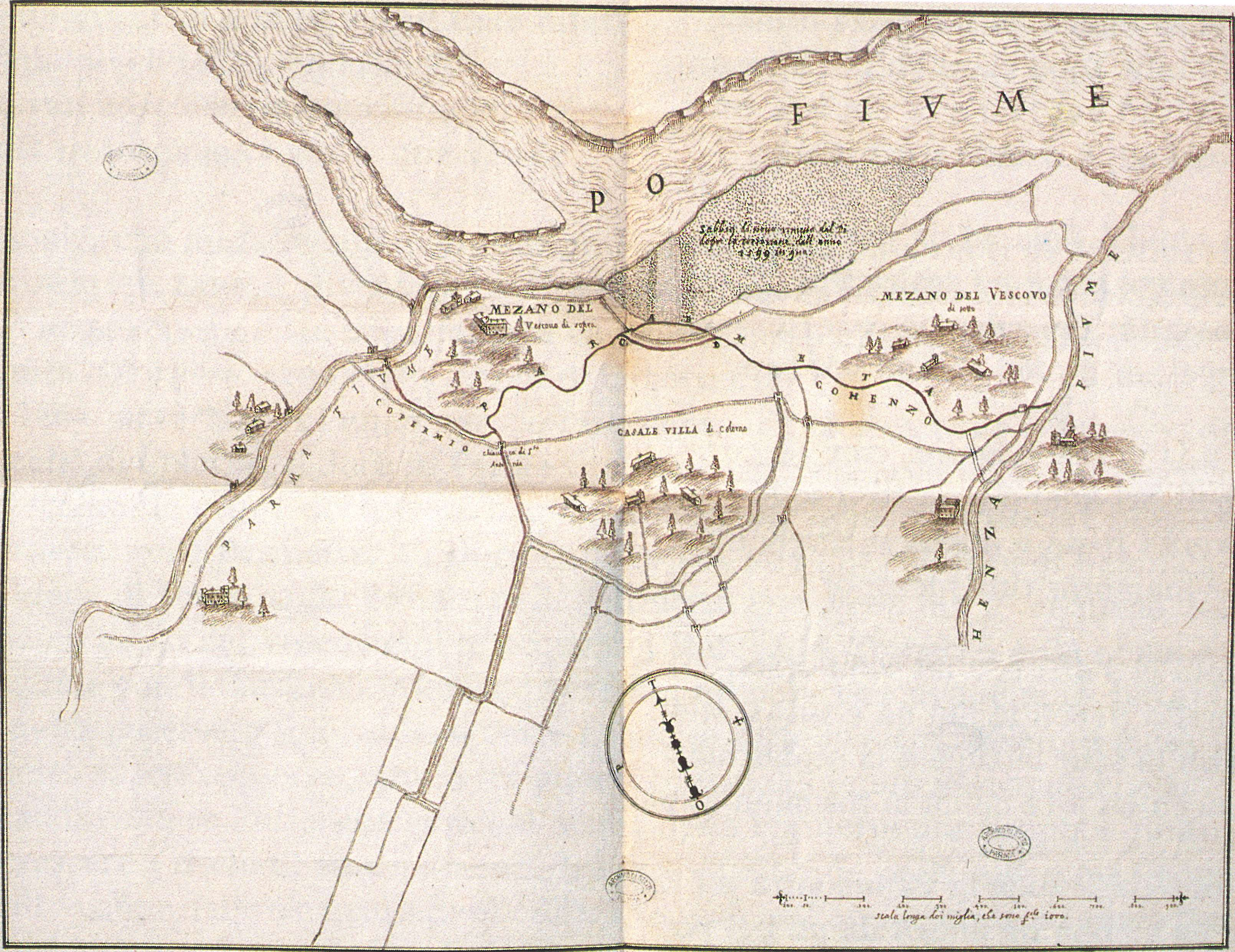
Carta del XVII secolo in cui Parma ed Enza confluiscono separatamente in Po

Fino al 1600 i torrenti Parma ed Enza confluivano separatamente nel fiume Po. Nel secolo XVII tuttavia il corso d’acqua principale iniziò a depositare sedimenti nei pressi della riva dell'attuale municipalità di Mezzani, formando nuove isole o giare, spostandosi progressivamente verso la sponda lombarda. Una carta del 1616 rileva la presenza di due isole di fronte allo sbocco della Parma già colonizzate dalla vegetazione e utilizzate come pascolo. Inizialmente il torrente fluiva tra le due giare ma fu poi costretto a deviare il proprio corso verso est incanalandosi nel vecchio alveo del Po. Le due isole si erano unite alla riva destra del fiume principale costringendo la Parma a sboccare nell'Enza.

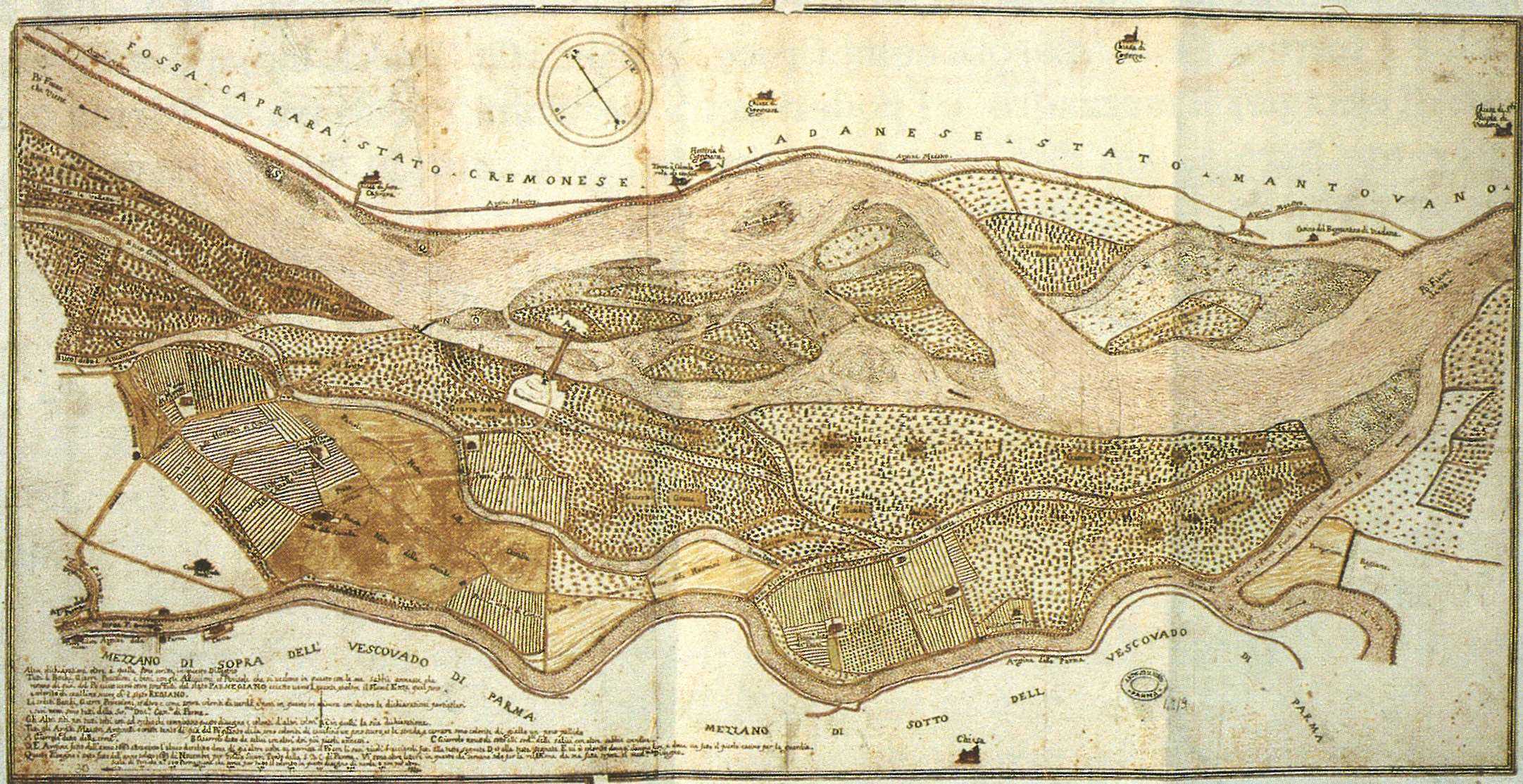
Carta del 1683 in cui Parma ed Enza confluiscono congiuntamente in Po

La scarsa pendenza del lungo tratto finale del torrente rallentava il deflusso delle acque e aumentava la probabilità di esondazioni in caso di piena. La Congregazione dei cavamenti studiò una soluzione a questo problema.
Si propose di deviare la Parma facendola sboccare direttamente in Po qualche chilometro più a monte. L'idea era di realizzare un nuovo alveo di due miglia dalla curva di Bezze fino a Sanguigna. I tecnici però capirono ben presto che l’opera era irrealizzabile, per effetto delle pendenze lo scolo della Parma sarebbe stato difficoltoso: nel punto previsto per il nuovo sbocco il pelo dell’acqua del Po sarebbe stato a un livello superiore rispetto a quello delle acque provenienti dalla Parma. Il progetto fu abbandonato e ci si limitò a innalzare e rafforzare gli argini esistenti. 
Tra il 1845 e il 1850 per effetto delle mutate correnti del fiume, la riva destra del Po si avvicinò sempre più all'alveo della Parma. In pochi anni il torrente tornò a sboccare direttamente in Po. Non è documentato né l’anno in cui ciò avvenne né se si trattò solo di un processo naturale legato all'erosione della sponda o se fu velocizzato con una deviazione artificiale come quella ipotizzata a Sanguigna anni prima. Gli unici dati certi si possono desumere dalla cartografia: nella planimetria pubblicata nel 1828 dall'Istituto Geografico Militare, per conto dello Stato Maggiore Austriaco Parma ed Enza sboccano ancora congiuntamente, nella carta topografica della provincia di Parma del 1879 figura uno sbocco indipendente in Po, ma la configurazione attuale si trova solo in una carta del 1884.

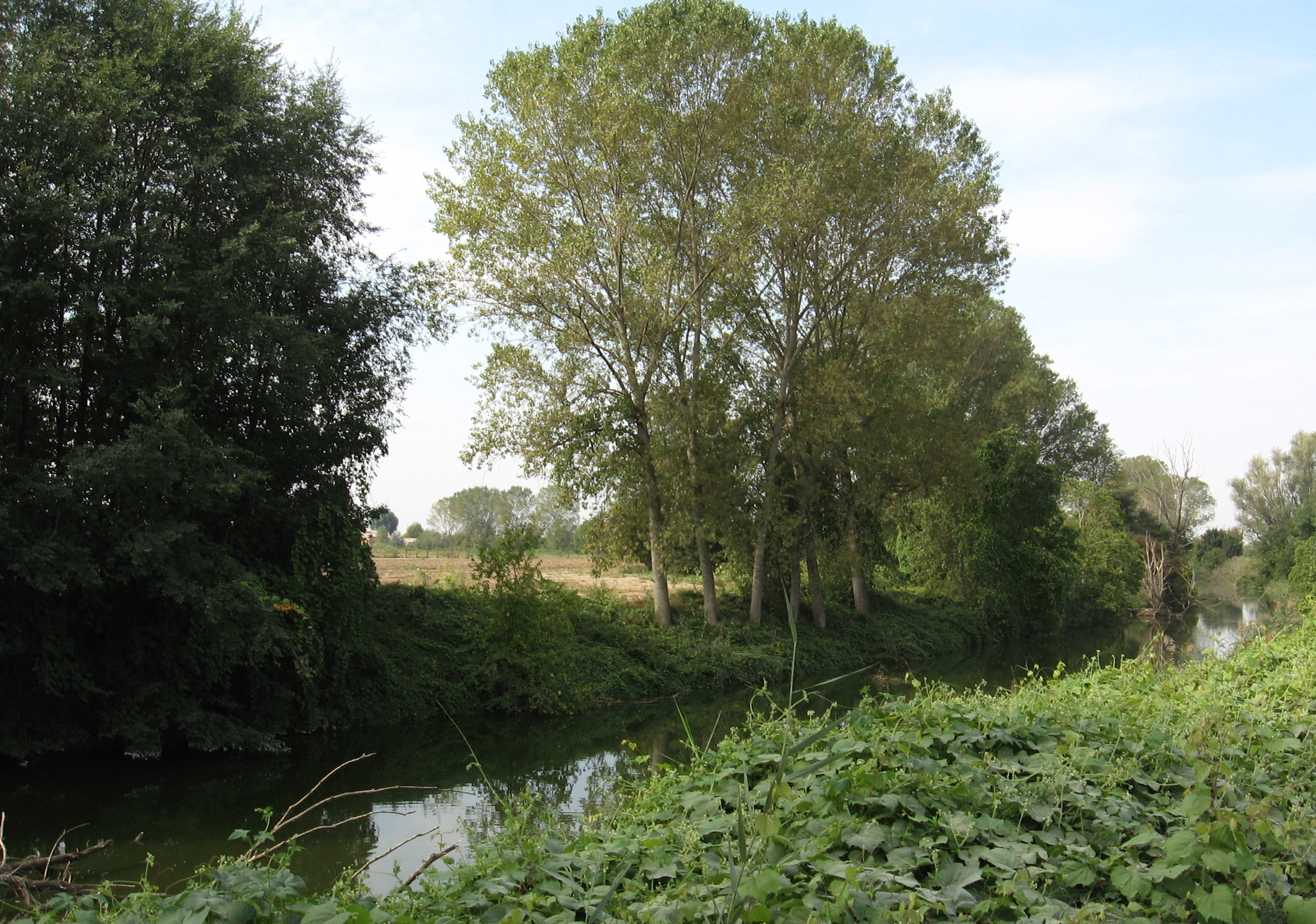
La riserva della Parma Morta

A seguito della mutazione del corso rimase un tratto stagnante lungo circa 5 km lungo l'antico letto. L'area, nota come la Parma Morta, è così diventata un'area umida d'interesse naturalistico, dove nel 1990 è sorta la Riserva naturale orientata della Parma Morta.
Le acque che ristagnano in questo ramo di torrente non più attivo sono quelle dell'Enza che risalgono fino all'altezza della località Parmetta, a circa mezzo chilometro dall'attuale corso della Parma. Quest'area ha ancor oggi la funzione di cassa di espansione per le piene del canale la Parmetta.
Il sito di interesse comunitario e zona di protezione speciale denominato la Parma Morta (IT4020025) comprende la riserva naturale orientata della Parma Morta, la foce della Parma e un'ansa dell'Enza, per un'area complessiva di 601 ettari.

## Affluenti
da sinistra:
- Torrente Baganza: principale affluente
- Torrente Cinghio: secondo più importante affluente
- Rio Fabiola
- Rio Lucconi
- Torrente Parma del lago Santo
- Torrente Parma di Francia

da destra:
- Torrente Parmossa
- Torrente Bratica

## Regime

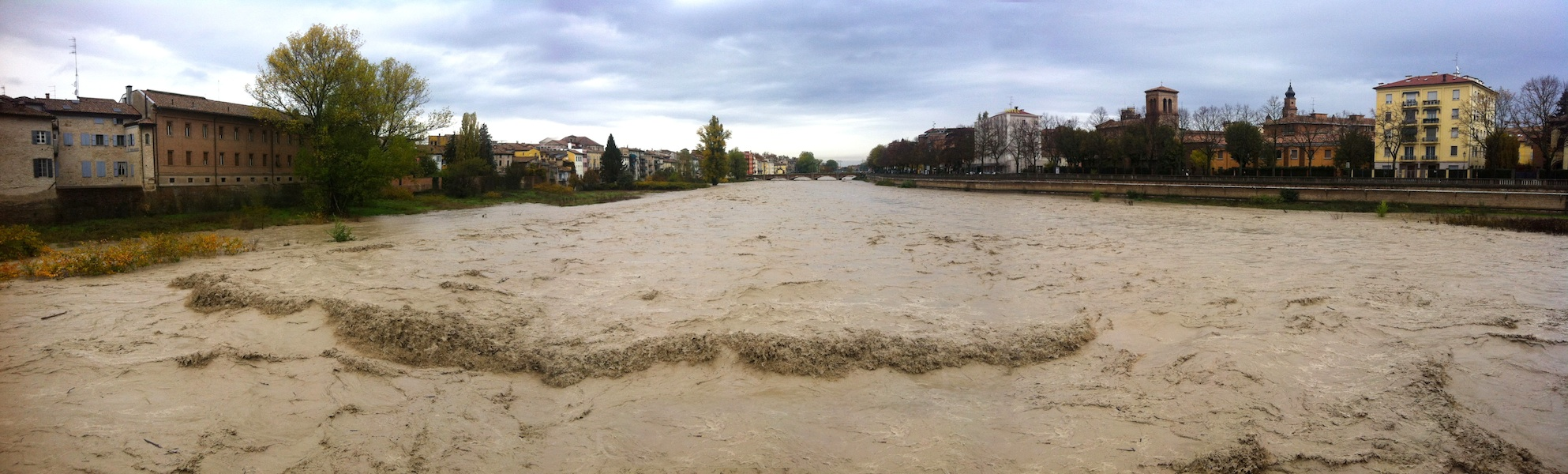
Panoramica della Parma in piena, detta la Parma Voladora, fotografata l'11 novembre 2012 dal ponte Caprazucca a Parma in direzione nord (verso la foce)

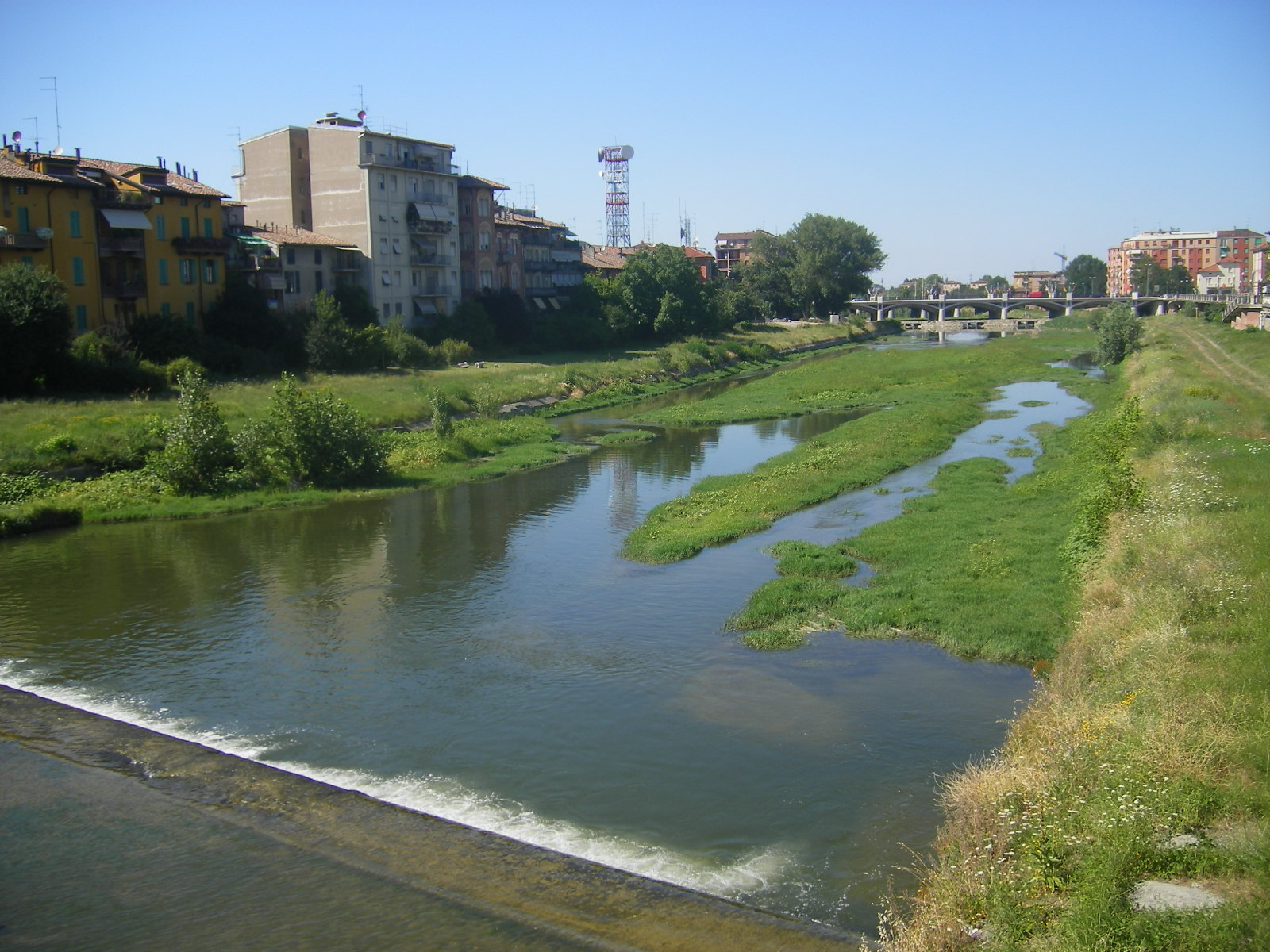
Il torrente Parma quasi in secca con vista da Ponte Verdi verso nord

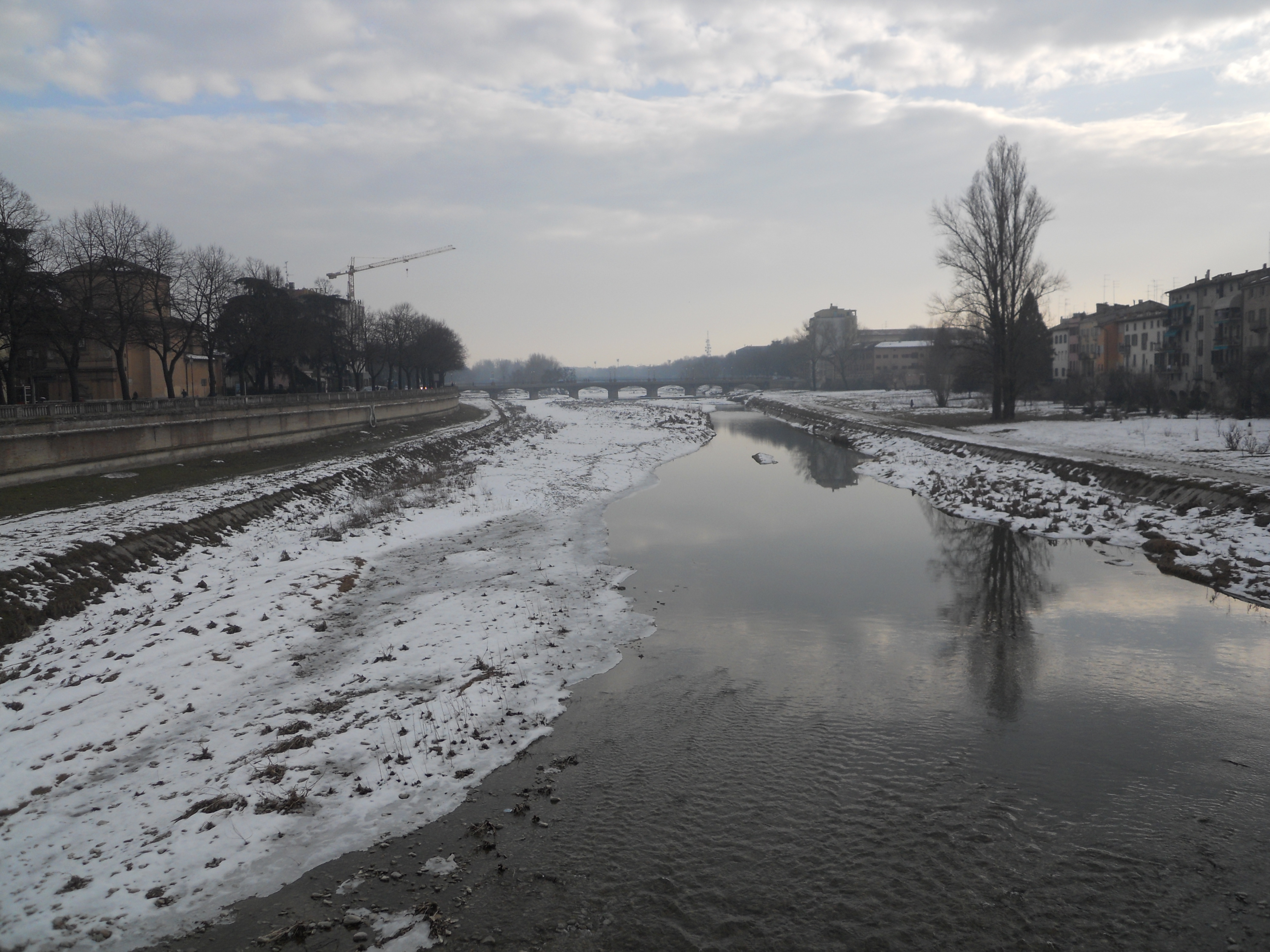
Il torrente Parma in una giornata invernale

La Parma è un corso d'acqua dalla portata discreta (circa 11 m³/s) ma dal carattere torrentizio, in secca per gran parte dell'estate ma estremamente impetuoso e rabbioso in autunno in caso di forti precipitazioni. L'ondata di piena assume caratteristiche tali da aver spinto la popolazione locale a chiamare l'evento la Parma voladōra, sottolineando così il caratteristico salto dell'acqua, particolarmente visibile dal ponte Dattaro, situato in un punto in cui il letto è particolarmente stretto.
Le piene impetuose del torrente hanno provocato gravi inondazioni in città nei secoli passati, la peggiore alluvione è quella che si verificò il 21 settembre 1868 quando la furia delle acque colpì l'Oltretorrente arrivando in alcuni punti a raggiungere i 2,5 metri di altezza e causando 20 vittime.

### Piene più importanti dalla seconda metà del XX secolo

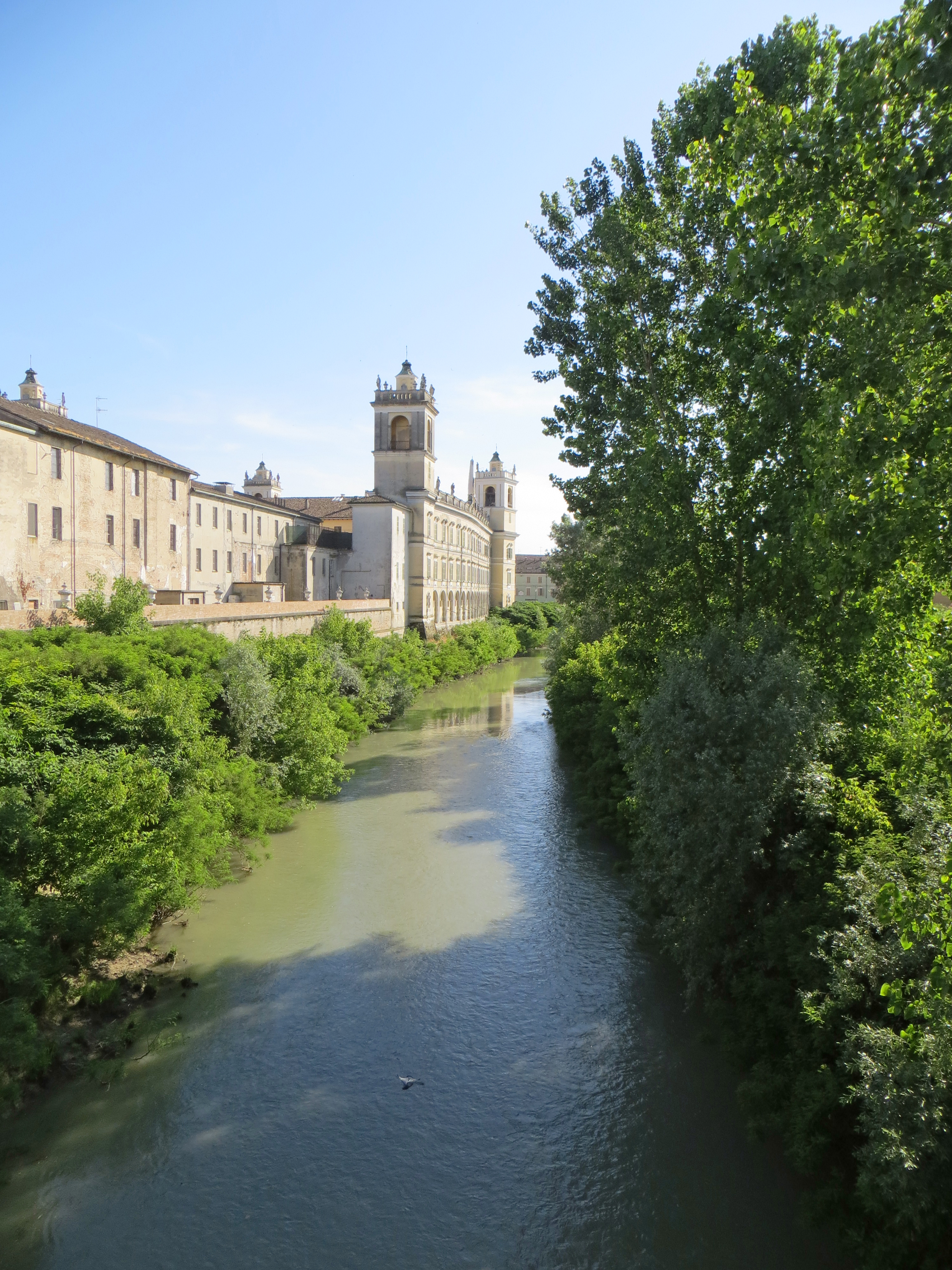
Il torrente Parma a Colorno

dicembre 1966680 m³/s a ponte Verdi (all'epoca Ponte Bottego)
ottobre 1980890 m³/s a ponte Verdi. Fu registrata la tracimazione destra degli argini presso Moletolo, Cavo Abbeveratoia; furono interessati l'inceneritore e il depuratore Parma ovest. Allagate anche le aree golenali a nord della ferrovia. Allagamenti anche nell'area di Colorno.
23 ottobre 1999
13 novembre 2000
16 novembre 2000al ponte Verdi altezza idrometrica 3,95 m
22 ottobre 2002al ponte Verdi si registrò una portata di 761 m³/s; la piena causò allagamenti a valle della città di Parma.
20 gennaio 2009al ponte Verdi 590 m³/s e un'altezza idrometrica 3,05 m
13 ottobre 2014al ponte Verdi altezza idrometrica 3,92 m (9,14 m a Colorno)
12 dicembre 2017al ponte Verdi altezza idrometrica 3,14 m (9,49 metri a Colorno, con esondazione nel centro del paese e all'interno del Palazzo Ducale)

### Opere idrauliche

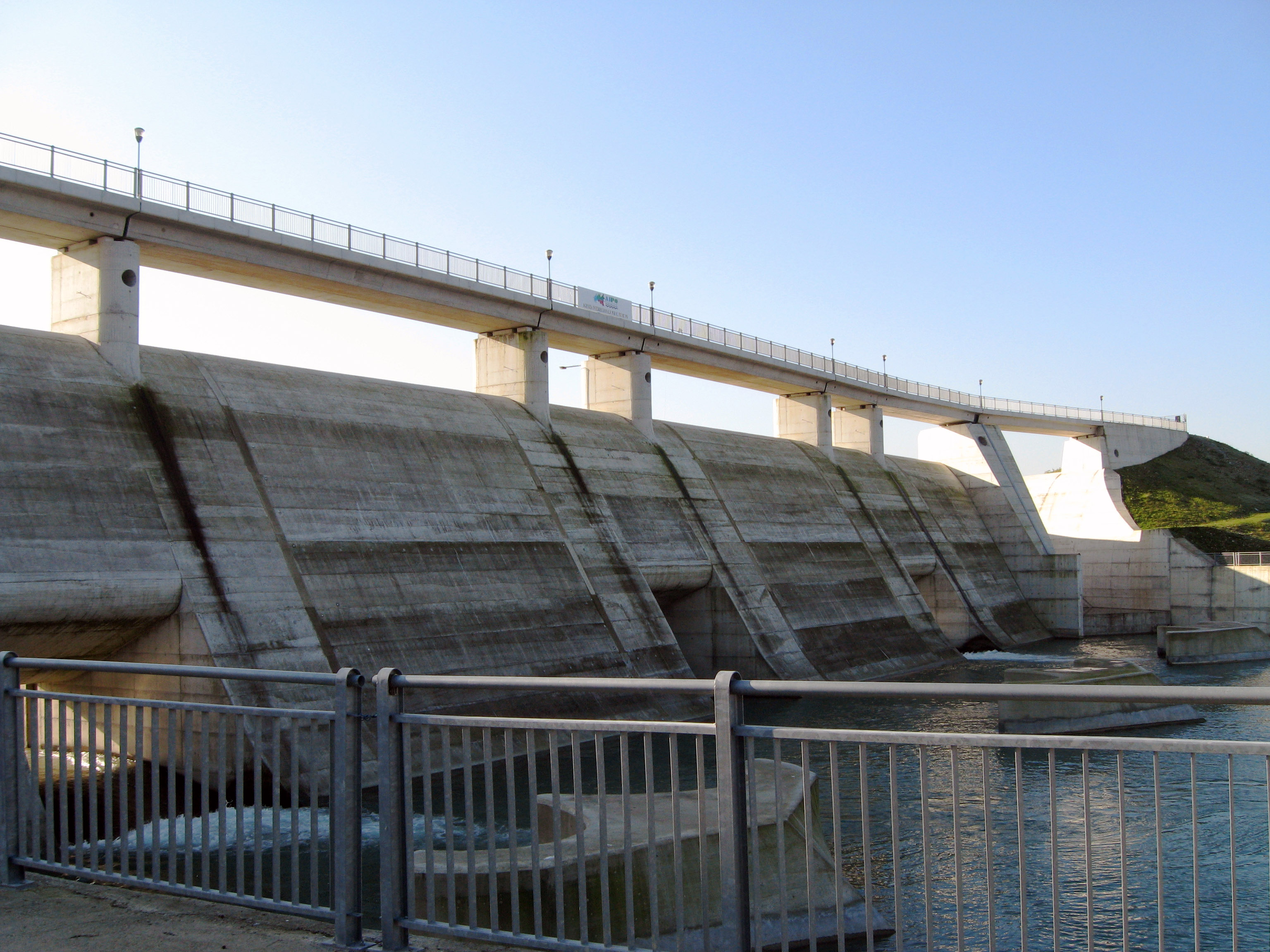
Manufatto regolatore della cassa di espansione sul Torrente Parma in località Marano-Alberi

Il bacino di espansione di Marano, frazione poco a monte di Parma, è senza dubbio la principale struttura idraulica presente lungo il corso del torrente. Lo scopo di tale struttura è di gestire in caso d'alluvione le ondate di piena in modo da scongiurare a valle (in particolare nei centri urbani di Parma e Colorno) il rischio di tracimazione.

### Telemonitoraggio
A partire dal 1998 nel Parmense è attivo un sistema di monitoraggio telematico del livello dei corsi d'acqua, grazie all'installazione di una quarantina di centraline in tutti i principali bacini della provincia (Baganza, Parma, Taro, Ceno, Enza, Po).
Questo sistema permette di avere sotto controllo in tempo reale la portata della Parma e dei suoi affluenti, in modo, in caso di piene, da allertare per tempo la protezione civile e garantire la miglior gestione possibile della cassa di espansione di Marano.